# Menélaosz Szakoráfosz
Menélaosz Szakoráfosz (görögűl: Μενελαος Σακοραφοσ) (1870. – 1943.) olimpiai ezüstérmes görög vívó.
Az 1906. évi nyári olimpiai játékokon, Athénban indult, amit később nem hivatalos olimpiává nyilvánított a Nemzetközi Olimpiai Bizottság. Ezen az olimpián kettő vívószámban indult: csapat kardvívásban ezüstérmes lett, míg kardvívásban helyezés nélkül zárt.
Versenyzett még egy evező számban, a kormányos négyesben de nem ért célba.